# Othelais flavovariegata
Othelais flavovariegata är en skalbaggsart som beskrevs av Stefan von Breuning 1939. Othelais flavovariegata ingår i släktet Othelais och familjen långhorningar.
Artens utbredningsområde är Filippinerna. Inga underarter finns listade i Catalogue of Life.